# 크리스티안 콜론
크리스티안 앤서니 콜론(영어: Christian Anthony Colón, 1989년 5월 14일 ~ )은 전 미국 국적의 야구 선수이다.

## 경력
2007년에 있었던 MLB 드래프트에서 10라운드 전체 327위로 샌디에이고 파드리스에게 지명되지만, 캘리포니아 주립 대학 풀러턴 캠퍼스로 진학한다.
그 후, 2010년에 있었던 MLB 드래프트에서 1라운드 전체 4위로 캔자스시티 로열스에게 지명되며,、6월 25일에 계약을 맺는다.。시즌에서는 싱글A+인 윌밍턴 블루 락스에서 60경기에 출장하여, 3개의 홈런과 30개의 타점, 2개의 도루, .278의 타율을 기록한다.
2011년에는 더블A인 노스웨스트 아칸사스 내추럴스에서 127경기에 출장하여, 8개의 홈런과 61개의 타점, 17개의 도루, .257의 타율을 기록한다.
2012년 전년과 마찬가지로 더블A인 노스웨스트 아칸사스 내추럴스에서 73경기에 출장하여, 5개의 홈런과 27개의 타점, 12개의 도루, .289의 타율을 기록한다. 8월에는 트리플A인 오마하 스톰 체이서스로 승격되며, 5경기에 출장한다.
2013년에는 전년과 같은 리그인 트리플A에서 131경기에 출장하여, 12개의 홈런, 58개의 타점, 15개의 도루, .273의 타율을 기록한다. 오프 시즌인 11월 20일에는 로열스와 메이저 계약을 맺으며, 40인 로스터에 합류한다.
2014년에는 2월 27일에 로열스와 1년 계약에 합의한다. 3월 14일에 트리플A인 오마하로 이동하여 그곳에서 개막을 맞이한다. 개막 후에는 74경기에 출장하여, 4개의 홈런과 37개의 타점, 14개의 도루, .296의 타율을 기록하며, 6월 30일에 메이저 리그로 승격된다. 그리고 7월 1일에 있었던 미네소타 트윈스전에서 메이저 리그 데뷔를 한다. 경기에서는 7회초에 알시데스 에스코바르의 대타로 나와 우익수 뜬공을 기록하며, 계속 유격수로 수비에 투입되어 2타수 무안타를 기록한다. 2번째로 출장했던 7월 4일의 클리블랜드 인디언스와의 경기에서는 9번 타자, 2루수로 선발로 출장하여, 첫번째 타석인 3회초 1아웃 상황에서 조시 톰린에게 메이저 리그 첫안타인 3루타를 뽑아낸다. 9회초에는 상대투수인 존 엑스포드에게 1타점 2루타를 쳐내며, 메이저 리그 첫타점을 기록한다. 이날에는 4타수 3안타 1타점으로 활약했다. 시즌에서는 21경기에 출장하여 .333의 타율을 기록하며 자신을 어필했다.

## 연도별 타격 성적
| 연 도     | 소 속     | 경 기 | 타 석 | 타 수 | 득 점 | 안 타 | 2 루 타 | 3 루 타 | 홈 런 | 루 타 | 타 점 | 도 루 | 도 루 자 | 희 생 번 | 희 생 플 | 볼 넷 | 고 4 | 사 구 | 삼 진 | 병 살 타 | 타 율 | 출 루 율 | 장 타 율 | O P S |
| --------- | --------- | ----- | ----- | ----- | ----- | ----- | ------- | ------- | ----- | ----- | ----- | ----- | -------- | -------- | -------- | ----- | ---- | ----- | ----- | -------- | ----- | -------- | -------- | ----- |
| 2014년    | KC        | 21    | 49    | 45    | 8     | 15    | 5       | 1       | 0     | 22    | 6     | 2     | 0        | 1        | 0        | 3     | 0    | 0     | 4     | 1        | .333  | .375     | .489     | .864  |
| 통산：1년 | 통산：1년 | 21    | 49    | 45    | 8     | 15    | 5       | 1       | 0     | 22    | 6     | 2     | 0        | 1        | 0        | 3     | 0    | 0     | 4     | 1        | .333  | .375     | .489     | .864  |

- 2014시즌 종료 기준.

## 참조
1. ↑  “Royals select Colon in first round”. 《MLB.com Royals Press Release》. 2010년 6월 7일. 2014년 7월 14일에 원본 문서에서 보존된 문서. 2014년 7월 10일에 확인함.
2. ↑  “Royals sign first round pick shortstop Christian Colon”. 《MLB.com Royals Press Release》. 2010년 6월 25일. 2014년 7월 14일에 원본 문서에서 보존된 문서. 2014년 7월 10일에 확인함.
3. ↑  “Royals set 40-man roster ahead of tonight's deadline”. 《MLB.com Royals Press Release》. 2013년 11월 20일. 2014년 7월 10일에 확인함.[깨진 링크(과거 내용 찾기)]
4. ↑  “Royals agree to terms with 10 players on one-year contracts for 2014”. 《MLB.com Royals Press Release》. 2014년 2월 27일. 2014년 3월 4일에 원본 문서에서 보존된 문서. 2014년 7월 10일에 확인함.
5. ↑  “Royals announce three roster moves Friday evening”. 《MLB.com Royals Press Release》. 2014년 3월 14일. 2014년 3월 15일에 원본 문서에서 보존된 문서. 2014년 7월 10일에 확인함.
6. ↑  “Royals sign Raul Ibanez, recall Christian Colon; designate Pedro Ciriaco, Justin Maxwell”. 《MLB.com Royals Press Release》. 2014년 6월 30일. 2014년 7월 17일에 원본 문서에서 보존된 문서. 2014년 7월 10일에 확인함.
7. ↑  “Scores for Jul 1, 2014”. 《ESPN MLB》. 2014년 7월 1일. 2014년 7월 10일에 확인함.
8. ↑  “Scores for Jul 4, 2014”. 《ESPN MLB》. 2014년 7월 4일. 2014년 7월 10일에 확인함.